# Britische Sperrgebiete in Norddeutschland nach dem Zweiten Weltkrieg
Vier britische Sperrgebiete dienten nach dem Zweiten Weltkrieg in Niedersachsen und in Schleswig-Holstein der Internierung von Soldaten der Wehrmacht und der Waffen-SS.

## Auffangräume
Mit der Teilkapitulation im Nordwesten am 4. Mai 1945 auf dem Timeloberg bei Wendisch Evern endeten in Norddeutschland alle Kampfhandlungen. Dort, in den Niederlanden und in Dänemark gerieten fast zwei Millionen deutsche Soldaten in britischen Gewahrsam. Für sie wurden vier Auffangräume eingerichtet:
I  – Ostfriesland; in diesem westlichen Internierungsgebiet zwischen Westfriesland, Nordsee und Ems-Jade-Kanal wurden 180.000 Kriegsgefangene zusammengezogen.
II – Das mittlere Internierungsgebiet war das Elbe-Weser-Dreieck („Cuxhaven peninsula“) mit 260.000 Kriegsgefangenen.
III – Das Internierungsgebiet G umfasste den Kreis Eiderstedt, den Kreis Norderdithmarschen und den Kreis Süderdithmarschen. Nach der Entlassung von 410.000 Kriegsgefangenen wurde der Internierungsraum Dithmarschen–Eiderstedt am 12. Oktober 1945 aufgelöst.
IV – Das Internierungsgebiet F  war Ostholstein ohne Fehmarn. Nach der Entlassung von 570.000 Kriegsgefangenen wurde das Sperrgebiet am 21. März 1946 aufgelöst.

## Status der Gefangenen
Die Briten bezeichneten die Kriegsgefangenen als Surrendered Enemy Personnel (SEP). Die völkerrechtswidrige Verweigerung des Kriegsgefangenenstatus war bereits im Dezember 1943 auf der Konferenz von Jalta festgelegt worden. Nach der Haager Landkriegsordnung und den Genfer Konventionen hatten Kriegsgefangene das Recht auf unmittelbare Entlassung nach Beendigung der Kampfhandlungen und auf eine Versorgung, wie sie den Soldaten der Gewahrsamsmacht zukam. Die Umgehung dieser Vorschriften sollte die Suche nach Kriegsverbrechern erleichtern. Auch erlaubte der SEP-Status, die fortbestehende deutsche Kommandostruktur bei der Auflösung der Kriegsmarine und anderer Militärverbände einzusetzen. Die Gefangenen waren nicht rechtlos, konnten sich aber nicht auf die Genfer Konvention berufen.

## Grenzüberwachung
Die Gefangenen waren großräumig verteilt und hatten in den Sperrzonen weitgehende Bewegungsfreiheit. Die Briten hatten sich zurückgezogen und beschränkten sich auf gelegentliche Kontrollfahrten. Der Zutritt zum Sperrbezirk war nur mit einem Passierschein möglich. Die Grenzen waren nicht durch Stacheldraht und Tore gesichert. Sie richteten sich nach den landschaftlichen Gegebenheiten. Hauptzufahrtstraßen waren durch Schlagbäume und Posten gesichert. Allein oder gemeinsam stellten Engländer und Deutsche diese Posten. Nebenwege wurden für Fahrzeuge unpassierbar gemacht. Die eigentliche grüne Grenze wurde von deutschen Zweimannpatrouillen gesichert. Die Kontrolle durch die (bewaffneten) deutschen Feldjäger war sehr lässig. Beim Grenzübertritt ohne Passierschein von Briten aufgegriffen zu werden, konnte hingegen eine mehrmonatige Gefängnisstrafe nach sich ziehen. Es galt ein Schießbefehl; aber Schusswaffengebrauch gegen Flüchtige wurde nicht bekannt. Im Juni 1945 halfen 5.700 Freiwillige in Wehrmachtsordnungstruppen. Die meisten Feldjäger waren in festen Unterkünften untergebracht; bessere Verpflegung gab es jedoch zunächst nicht. Die deutschen Bewachungseinheiten wurden auch zum Objektschutz von Verpflegungslagern, erntereifen Feldern, Arrestgebäuden und anderen Einrichtungen herangezogen. Zu flüchten hatte für die meisten keinen Sinn; denn ohne Entlassungspapiere (D2-Schein) bekam man keine Lebensmittelmarken, keine Aufenthaltserlaubnis und keine Arbeitserlaubnis. Auch Zivilisten durften das Sperrgebiet nur mit ausdrücklicher Erlaubnis der britischen Militärbehörden verlassen.

### Selbstverwaltung
Die Gefangenen sollten sich – unter britischer Oberaufsicht – selbst verwalten. Bei der Kontrolle, Betreuung und Versorgung so vieler Menschen bedienten sich die Briten in pragmatischer Weise der vorhandenen Kommandostrukturen der Wehrmacht. Relativ wenigen britischen Militärs, die Kontrollfunktionen ausübten und Rahmenbefehle erteilten, stand der noch funktionierende Verwaltungsapparat der (erst am 20. August 1946 aufgelösten) Wehrmacht gegenüber. In dieser völkerrechtlichen Grauzone hatten die deutschen und ausländischen Soldaten militärische Hierarchie und Disziplin zu wahren.
Soweit es die Dienstanweisungen ihrer Vorgesetzten erlaubten, durften sich die Soldaten außerhalb der nächtlichen Sperrstunden frei bewegen. Getragen wurden weiterhin die alten Uniformen mit Rangabzeichen, Orden und Ehrenzeichen. Lediglich die Hakenkreuze mussten entfernt werden. Es galt militärische Grußpflicht. Die Soldaten unterlagen deutscher Disziplinargewalt und erhielten Wehrsold.

### Unterbringung und Verpflegung
Vor allem in den ersten Monaten war die Unterbringung oft unzureichend. Nicht selten mussten die Gefangenen sich auf freiem Feld in Erdlöchern oder dicht gedrängt in Ställen und Scheunen einrichten. Die Unterbringung in Häusern und auf Bauernhöfen war besonders schwierig, weil viele bereits Flüchtlinge aufgenommen hatten. Massenunterkünfte mit Belegungen von mehr als 200 Personen auf einem Hof waren nicht selten.
Die Tagesration von 300 Gramm Brot und wöchentlich 250 Gramm Fleisch entsprachen einem Drittel der Ration eines Engländers. Das Verhältnis zu den Briten war spannungsfrei, das zu den Einheimischen gut.

## Sperrgebiet G
Das Internierungsgebiet G umfasste den Kreis Eiderstedt sowie (bis zum 16. Juni 1945) die beiden Dithmarscher Landkreise. Wie eine Halbinsel zwischen Nordsee, Elbe und Kaiser-Wilhelm-Kanal gelegen, ließ sich das relativ dünn besiedelte Gebiet leicht abriegeln. Außerdem erbrachte die funktionierende Landwirtschaft genug Nahrung für zeitweilig 400.000 gefangene Deutsche, Deutsch-Balten, Kroaten und Magyaren. Die im Christianskoog  (Nordermeldorf) untergebrachten Angehörigen der Wlassow-Armee wurden von den anderen Gruppen isoliert und schließlich an die Sowjetunion ausgeliefert, wo sie der Tod erwartete. Die Gefangenen veranstalteten Varietés, Konzerte und Abiturlehrgänge an der sogenannten Wehrmachtoberschule Büsum. Ärztliche Betreuung bot unter anderem das 9.000-Betten-Lazarett im Hedwigenkoog.
Als schon in den ersten Monaten viele Gefangenen entlassen wurden, besserten sich Unterbringung und Versorgung erheblich. Am 1. August 1945 hatte sich die Zahl der Kapitulationsgefangenen fast halbiert. Bis Anfang Oktober 1945 sank die Zahl von 215.000 auf 90.000. Das Sperrgebiet G wurde am 12. Oktober 1945 aufgelöst und von einem Nachkommando abgewickelt. Einige Einheiten und Dienststellen der Wehrmacht in Dithmarschen existierten noch bis 1946. Unter falschem Namen war es Rudolf Höß gelungen, als Landarbeiter nach Handewitt entlassen zu werden. Im März 1946 gefasst, wurde er den polnischen Behörden überstellt und 1947 hingerichtet.

## Sperrgebiet F
Das Sperrgebiet F – auch „Kral“, Zone F, Kriegsgefangenenzone F, Sperrzone F oder PW-Gebiet F genannt – umfasste den gesamten Kreis Oldenburg in Holstein, Teile des Kreises Eutin und Teile des Kreises Plön. In der ersten Zeit waren schätzungsweise 750.000 Soldaten im Sperrgebiet interniert. Am 6. Dezember 1945 standen nur noch 87.573 Mann auf der Verpflegungsliste.
Das Sperrgebiet F war weitgehend deutschem Kommando unterstellt. Oberkommandierender war Generalleutnant Wilhelm-Hunold von Stockhausen. Unterteilt war das Sperrgebiet zunächst in sechs Abschnittskommandos, die ebenfalls von deutschen Generalen geführt wurden. Jedem Abschnittskommando unterstanden rund 100.000 Mann. Nach britischen Rahmenbefehlen hatten die Stäbe in erster Linie für Disziplin und Ordnung bei den unterstellten Einheiten sowie für Verpflegung und Unterkunft zu sorgen. Die Soldaten waren listenmäßig zu erfassen und auf die Entlassung vorzubereiten.
Die Truppenverpflegung wurde in den ersten Wochen nicht bewältigt. Oft gab es nur ein paar Kekse und eine Scheibe Corned Beef als Tagesration. Gekocht wurde in Feldküchen oder in Waschküchen der Bauern. Arbeit auf den Höfen und Feldern wurde mit Verpflegung vergolten. Zivilisten durften die Grenze zum Sperrgebiet F ab 5. November 1945 wieder ohne Sonderausweis der Militärregierung frei passieren. Die in Wäldern und Zelten untergebrachten Soldaten konnten größtenteils im Herbst 1945 feste Unterkünfte beziehen, weil bereits viele Soldaten entlassen worden waren. Ansonsten wurden für den Winter 1945/46 Baracken gebaut.

### Ordnung
Um die Disziplin aufrechtzuerhalten, wurden einige deutsche Offiziere mit besonderen Rechten und Disziplinarbefugnis ausgestattet. Schwere Vergehen würdigte ein Militärgericht mit deutschem Wehrmachtsrichter, der nach vorgegebenen Bestimmungen der Engländer urteilte. Die Todesstrafe wurde nie verhängt. Ein Stabsfeldwebel wurde wegen Wilderei zu 2 Monaten Gefängnis (im Spritzenhaus der Feuerwehr) verurteilt. Auch nach Kriegsende herrschte unter den Soldaten vorbildliche Disziplin. Es gab morgendliche Vollzähligkeitsappelle. Ab 18. Juni 1945 durften die Soldaten gebührenfrei einmal wöchentlich eine offene Postkarte schreiben. Ab 1. September 1945 konnten Päckchen bis 2 kg verschickt werden. Der gesamte Postverkehr unterlag der Zensur. Nach der Entlassung musste Zivilkleidung getragen werden. Da es daran mangelte, wurden die Uniformen durch Kochen mit Eichenrinde dunkel eingefärbt und die Uniformknöpfe durch Holzknöpfe ersetzt. Orden und Ehrenzeichen mussten bei Entlassung abgegeben werden. Aus dem Sperrgebiet F flohen etwa 2.800 Soldaten.

### Medizinische Versorgung und Hygiene
Die Deutschen stellten Ärzte und Pflegepersonal für ein dichtes Netz von Lazaretten und Sanitätsstellen. Wie überall fehlten Medikamente, Zahnbürsten und Reinigungsmittel. Hygienische Probleme waren bei so vielen Menschen auf engstem Raum zwangsläufig. Als in Schönberg (Holstein) Typhus ausbrach, starben nicht nur deutsche Soldaten, sondern auch viele Zivilisten. Schönberg stand unter Quarantäne. Das Internationale Rote Kreuz stellte im Juli 1945 fest, dass ein Viertel der deutschen Soldaten von Kleiderläusen befallen war. Daraufhin wurden Entlausungsstationen eingerichtet.

### Entlassungen
Volkssturmmänner, Schüler (Flakhelfer), Wehrmachthelferinnen und Paramilitärs (Reichsarbeitsdienst), Schwerverwundete und Schwerkranke waren bereits im Mai 1945 entlassen worden. Ihnen folgten Soldaten mit Verbindung zur Landwirtschaft, wenn sie keine Offiziere waren und nicht zur Waffen-SS, zu den Fallschirmjägern oder zur Geheimen Staatspolizei gehörten. Danach wurden Bergleute für den Kohlebergbau und Angehörige von Transportberufen entlassen. Zuletzt wurde die große Masse unabhängig vom Beruf entlassen. Zur Entlassung anstehende Soldaten wurden zunächst in sogenannten Entlassungsschleusen zusammengezogen, die es in jedem Abschnitt gab. Eine lag bei Kasseedorf. Von dort ging es nach ein bis zwei Tagen in Marschkolonnen zur Entlassungsstelle in der Eutiner Rettberg-Kaserne. Später wurden noch Entlassungsstellen in Pelzerhaken und Heiligenhafen eingerichtet. Vor der Entlassung mussten Fragebögen zur politischen und militärischen Vergangenheit ausgefüllt werden. Auf der Suche nach Angehörigen der Waffen-SS wurde bei der ärztlichen Abschlussuntersuchung auf Tätowierungen geachtet. Zur Entlausung diente DDT. In Eutin wurden im Sommer und Herbst 1945 täglich 1.000 Mann entlassen. Lastkraftwagen brachten sie nach Bad Segeberg, wo sie den D2-Schein mit Daumenabdruck erhielten.
Bereits Anfang Januar 1946 wurde das Sperrgebiet F aufgrund der vielen Entlassungen verkleinert. Der Grenzverlauf folgte nun ungefähr der Linie Weißenhäuser Strand, Lensahn, Grömitz. Die letzten Kriegsgefangenen (hohe Offiziere und Angehörige der Waffen-SS) verließen das Sperrgebiet F am 2. März 1946 und wurden in ein Kriegsgefangenenlager in Belgien verfrachtet.